# Andrena quercina
Andrena quercina là một loài Hymenoptera trong họ Andrenidae. Loài này được Cockerell mô tả khoa học năm 1939.